# Victoriano Guisasola y Menéndez
Victoriano Guisasola y Menéndez (Oviedo, 21 aprile 1852 – Madrid, 2 settembre 1920) è stato un cardinale e arcivescovo cattolico spagnolo.

## Biografia
Nacque a Oviedo il 21 aprile 1852 da José Guisasola Rodríguez, armatore, e María Felipa Menéndez Palacio.
Papa Pio X lo elevò al rango di cardinale nel concistoro del 25 maggio 1914.
Morì il 2 settembre 1920 all'età di 68 anni.

## Genealogia episcopale e successione apostolica
La genealogia episcopale è:
- Cardinale Scipione Rebiba
- Cardinale Giulio Antonio Santori
- Cardinale Girolamo Bernerio, O.P.
- Arcivescovo Galeazzo Sanvitale
- Cardinale Ludovico Ludovisi
- Cardinale Luigi Caetani
- Cardinale Ulderico Carpegna
- Cardinale Paluzzo Paluzzi Altieri degli Albertoni
- Papa Benedetto XIII
- Papa Benedetto XIV
- Cardinale Enrique Enríquez
- Cardinale Francisco de Solís Folch de Cardona
- Vescovo Agustín Ayestarán Landa
- Arcivescovo Romualdo Antonio Mon y Velarde
- Cardinale Francisco Javier de Cienfuegos y Jovellanos
- Cardinale Cirilo de Alameda y Brea, O.F.M.Obs.
- Cardinale Juan de la Cruz Ignacio Moreno y Maisanove
- Cardinale José María Martín de Herrera y de la Iglesia
- Cardinale Victoriano Guisasola y Menéndez

La successione apostolica è:
- Vescovo Manuel María Vidal y Boullon (1915)
- Vescovo Juan Bautista Luis y Pérez (1915)
- Vescovo Ángel Regueras y López (1915)
- Arcivescovo Rigoberto Domenech y Valls (1916)